# Singulari quadam (Pius X.)
Die Enzyklika Singulari quadam ist ein von Papst Pius X. im Jahr 1912 nur an die deutschen Bischöfe gesandtes Rundschreiben. Die Enzyklika behandelt die Situation der Gewerkschaftsorganisationen in Deutschland.

## Historischer Hintergrund
Nach der Enzyklika Rerum novarum von Papst Leo XIII. (1891) kam es in Deutschland zu einer explosionsartigen Entwicklung der Arbeiterbewegung. In Deutschland stritt man zum Ende des 19. Jahrhunderts unter den Katholiken darum, ob katholische Arbeiter in interkonfessionellen Gewerkschaften organisiert sein dürften. Die entstehenden christlichen Gewerkschaften grenzten sich zu den freien und sozialistischen Gewerkschaften ab. In dem nun folgenden Gewerkschaftsstreit musste geklärt werden, ob katholische Arbeiter nur in den „Fachabteilungen“ ihrer Arbeitervereine tätig sein durften oder ob sie auch den anderen Gewerkschaften aktiv beitreten durften. Mit der Fuldaer Pastorale vom 22. August 1900 legten die deutschen Bischöfe fest, dass nur die „Fachabteilungen“ innerhalb der von Priestern geleiteten Arbeitervereine (vergleiche Kolpingwerk/Adolph Kolping) die Arbeiter vertreten sollten. Diese Empfehlung fand jedoch nicht die Zustimmung aller Bischöfe und diese wandten sich zur Klärung der Gewerkschaftsfrage an Papst Pius X. Dieser erließ nun am 24. September 1912 die Enzyklika Singulari quadum an die deutschen Bischöfe.

## Darstellung
Zunächst rief Pius X. die deutschen Katholiken und deren Bischöfe zur Eintracht auf, er erinnerte an die Pflichten und irdischen Dinge.
Dann wies er nochmals auf die Entwicklung der Gewerkschaften und die Unterschiede zu den Arbeitervereinen hin. Er unterstrich die aus christlicher Sicht hervorstechenden Unterschiede.
In seiner Schlussbetrachtung überließ er es den deutschen Bischöfen, die Mitgliedschaft katholischer Arbeiter in interkonfessionellen Gewerkschaften zu „dulden“.